# Graphitrohrofen
Der Graphitrohrofen findet in der Atomabsorptionsspektroskopie (AAS) Verwendung. Die Methode wurde 1959 von Boris L’Vov entwickelt und ist seit Anfang der 1980er Jahre eines der nachweisstärksten Verfahren zur Elementbestimmung in der Spuren- und Ultraspurenanalytik. Er besteht aus einem Graphitrohr von ca. 1,5–2 cm Länge und 6 mm Innendurchmesser, welches elektrisch aufgeheizt werden kann. Dazu befinden sich, je nach Bauart, an den Seiten oder an den beiden Enden des Rohres Graphitkontakte, die das Graphitrohr durch seinen elektrischen Widerstand beim Anlegen einer Spannung erhitzt. Eine Schutzgasatmosphäre aus dem Edelgas Argon verhindert ein Verbrennen des Rohres.
Mit der Graphitrohrofen-AAS können gelöste Proben, wie auch feste analysiert werden. Flüssige Proben werden mit einem Mikrodosiersystem in das Graphitrohr eingebracht. Zunächst erhöht man die Temperatur nur leicht um das Lösungsmittel zu verdampfen. Eine weitere Aufheizung auf etwa 1000–1200 °C trennt die Matrix ab. Durch ein sehr schnelles Aufheizen auf Temperaturen von bis zu 2800 °C wird die zu untersuchende Substanz (der Analyt) verdampft und atomisiert. Feste Proben werden direkt in das Graphitrohr gegeben.
Dadurch, dass die gesamte Probe zur Analyse zur Verfügung steht (im Gegensatz zu den in der Flammen-Atomabsorptionsspektroskopie (F-AAS) und bzw. ICP-OES üblichen Zerstäubern mit ihren schlechten Wirkungsgraden) und in wenigen Sekunden vollständig atomisiert wird, sind die Nachweisgrenzen 100- bis 1000-mal tiefer als beispielsweise in der F-AAS, der typische Messbereich ist im Piko- bis Nanogrammbereich.
Die Aufheiz- und Abkühlzyklen verzögern den Messtakt der Methode. Empfindlichkeit und die meist entfallende externe Probenvorbereitung (Aufschluss) kompensieren diesen Nachteil.